# دنغبيا (دابوي الجنوبي)
دنغبیا (بالفارسية: دنگپیا) هي قرية تقع في إيران في قسم دابوي الجنوبی الريفي. يقدر عدد سكانها بـ 455 نسمة بحسب إحصاء 2016.